# Rhipidomys macrurus
Rhipidomys macrurus là một loài động vật có vú trong họ Cricetidae, bộ Gặm nhấm. Loài này được Gervais mô tả năm 1855.